# Selvforsvar
Selvforsvar er en handling, hvormed en person forsvarer sig selv fysisk mod overfald. Selvforsvar kategoriseres som kampkunst og bør ikke forveksles med kampsport, idet der ikke forekommer sportslige konkurrencer. Undervisning i selvforsvar tager udgangspunkt i teknikker inden for kampkunst eller naturlige reaktionsmønstre.
Der er udviklet et dansk selvforsvarssystem, Selvforsvarsmærket, som bruges ved Det Danske Forsvar, Hjemmeværnet, Civilforsvaret samt ved flere efterskoler.
Selvforsvar baseret på naturlige reaktionsmønstre er indenfor Danmarks grænser udviklet af Sence Arkiveret 4. oktober 2016 hos  Wayback Machine (med referencer til f.eks. Tony Blauer mht. PDR/SPEAR-systemet), som ser selvforsvar som en helhed, der typisk starter før den fysiske vold og måske slutter længe efter, som f.eks. ved en posttraumatisk belastningsreaktion.

## Hvad er vold?
Enhver fysisk eller psykisk kontakt eller handling, som den enkelte person oplever krænker hans eller hendes fysiske eller psykiske grænser - Kilde: Arbejdstilsynet

## Aktivt og passivt selvforsvar
Man kan skelne mellem aktivt og passivt selvforsvar. Ved passivt selvforsvar forsøges at undgå skade, mens man ved aktivt selvforsvar forsøger at uskadeliggøre angriberen. Her skal aktivt selvforsvar forstås sådan at den angrebne selv går til angreb og udøver skade på angriberen, ved passivt selvforsvar forsøges angrebet afværget uden at gøre skade på angriberen.
Eksempler på aktivt selvforsvar:
- At sparke angriberen i skridtet
- At vride armen om på angriberen
- At skabe fysisk afstand

Eksempler på passivt selvforsvar:
- At løbe sin vej
- At undgå at blive taklet
- At undgå at blive ramt af slag eller spark
- At tale en situation ned

Noget selvforsvarsundervisning fokuserer specielt på enten det aktive eller det passive ved det at forsvare sig selv. Den aktive strategi kan karakteriseres ved at den angrebne part indleder et angreb før det truende fysiske angreb sættes ind. Den passive strategi afventer det fysiske angreb, hvorefter angriberen pacificeres.
Andre systemer sætter fokus på helheden hvor konfliktens forskellige faser inddrages i undervisningen. Hvis man kigger på Blooms læringsmodel , viser denne en opbygning af de forskellige elementer i en helhed. Der er udviklet et dansk system baseret på Blooms og RRR's modeller som er et SCMS-system (Sence Conflict Management System), og som har udviklet sig til CAPS-modellen.
Det israelske selvforsvarssystem Krav Maga er et rendyrket eksempel på et forsvarssystem.

## 3 faser af selvforsvar
En voldelig situation kan betragtes i tre faser:
- Pre-konflikt
- Selve konflikten
- Post konflikten

Pre-konflikten er typisk optakten til selve konflikten, som kan starte 2 min. før den voldelig situation udfolder sig, men det kan også være noget som begynder timer/dage inden, som f.eks. på en instutiation hvor man kan "mærke" at noget er på vej. Det er i denne fase at man kan lære at læse signalerne og genkende når en optrapningen er på vej.
Selve konflikten er typisk tænkt som en fysisk situation, som f.eks. et slag eller spyt. Men da arbejdstilsynet også definere vold som noget psykisk, kan det betragtes som "toppen" af en psykisk situation, f.eks. ved mobning.
Post konflikten er typisk når konflikten er over. Her kommer opfølgningen med institutionen, politi eller andre. Det er også her PTSD kan vise sit grimme ansigt. Det er også her at man kan reflektere over det som er sket, og være med til at at næste "cyklus" med pre-konflikt kan håndteres bedre.

## Mental forberedelse
I selvforsvar indgår det psykiske aspekt som en del af undervisningen. Der undervises ofte i hvorledes stress håndteres samt i hvorledes konflikter kan vurderes. Denne form for træning foregår også som praktiske øvelser med simulering af overfald. Repetition af øvelser hvor de specifikke teknikker indgår, er en væsentlig del af undervisningen for at selvforsvaret skal blive så effektivt som muligt.
Arbejdspladser anvender modeller samt teknikker fra kampkunst for at forebygge konflikter på arbejdspladsen. Se video på YouTube der illustrerer dette.
Mental forberedelse går gennem hjernes "vagthund", amygdala og at lære at reagere efter ønskede reaktionsmønstre. Amygdalas opgave er at scanne for fare eller det der synes farligt og sætte en reaktion i gang. Amygdala har en "genvej" forbi den kognitive del af hjernen. Derfor oplever man en instinktiv typisk kamp-/flugtreaktion ved overfald eller overgreb. Afhængig af hvilket frygtcenter man aktiverer, vil hjernen selv (gennem en mental struktur) vælge det den tror er den bedste reaktion. Det er muligt at arbejde med de mentale strukturer, således at man lægger op til at amygdala genkender situationen og "vælger" det rigtige/ønskede reaktionsmønster. Dette gøres ved at træne i helhedsbilleder, hvor alle faser og så mange elementer som muligt, tages med i træningen/læringen. F.eks. vil en pædagog måske skulle håndtere en aggressiv person på et bosted. Træningsmodellen vil da indeholde elementer fra dennes hverdag - lyd, møbler, døre, personale, tidspunkt - ting som findes ved hjælp af RRR-modellen. Igennem helhedstanken opnår man en mental udløser som amygdala kan aktivere og dermed sætte den ønskede reaktion i værk, samtidig med at der øves noget genkendeligt. På denne måde bliver man mentalt forberedt på lignende opgaver.

## Lovgivning
I Danmark har Straffeloven bestemmelser for adfærd i forbindelse med nødværge og brugen af selvforsvar i denne sammenhæng. Der henvises til Straffelovens paragraf 13 om nødværge og paragraf 14 om nødret vedrørende lovgivningens ordlyd, samt retspraksis.
Ordlyden i paragraf 13 er :
Handlinger foretagne i nødværge er straffri, for så vidt de har været nødvendige for at modstå eller afværge et påbegyndt eller overhængende uretmæssigt angreb og ikke åbenbart går ud over, hvad der under hensyn til angrebets farlighed, angriberens person og det angrebne retsgodes betydning er forsvarligt.

Paragraf 14 siger følgende:
En handling, der ellers ville være strafbar, straffes ikke, når den var nødvendig til afværgelse af truende skade på person eller gods, og lovovertrædelsen måtte anses for at være af forholdsvis underordnet betydning.
Som det tydeligt fremgår, er det en vurdering som fortages efterfølgende af retssystemet. Retssystemet skal, på grundlag af de informationer som er givet, bestemme om den vold man har lavet, er at betragte som værende selvforsvar.